# 델 페초 곡면
대수기하학에서 델 페초 곡면(del Pezzo曲面, 영어: del Pezzo surface)은 사영 평면의 점들을 부풀려 얻을 수 있는 대수 곡면의 한 종류다.

## 정의
대수적으로 닫힌 체 {\displaystyle K}에 대하여, 델 페초 곡면은 다음 두 조건을 만족시키는 {\displaystyle K}-대수다양체 {\displaystyle X}이다.
- 대수 곡면이다. 즉, 크룰 차원이 2차원이다.
- 파노 다양체이다. 즉, 반표준 인자 {\displaystyle -K_{X}}가 풍부한 인자이며, 완비 대수다양체이다.

## 분류
델 페초 곡면은 유리 곡면이다. 즉, 사영 평면과 쌍유리 동치이다. 델 페초 곡면 X의 차수(영어: degree) d는 반표준 인자(또는 표준 인자)의 제곱이며, 표준 인자의 자기 교차수와 같다.
{\displaystyle d=(-K_{X})^{2}=K_{X}^{2}}
모든 델 페초 곡면은 다음 가운데 정확히 하나와 동형이다.
- 사영 평면의 {\displaystyle k}개의 점에서의 부풀리기 ({\displaystyle k=0,1,2,\dots ,8}). 보통 {\displaystyle \operatorname {dP} _{k}}로 쓴다. 이 경우, 차수가 {\displaystyle 9-k}이며, 피카르 군은 홀 유니모듈러 격자 {\displaystyle \operatorname {I} _{1,k}}이다.
- {\displaystyle \mathbb {P} ^{1}\times \mathbb {P} ^{1}}. 이 경우 차수가 8이며, 피카르 군은 짝 유니모듈러 격자 {\displaystyle \operatorname {II} _{1,1}}이다.

사영 평면에서 9개 이상의 점들을 부풀리면 더 이상 반표준 인자가 풍부하지 않다. 예를 들어, 9개의 점을 부풀리면 반표준 인자의 자기 교차수가 0이다.

## 성질
델 페초 곡면들의 차수에 따른 목록은 다음과 같다. 아래 표에서, "(−1)-곡선"은 자기 교차수가 {\displaystyle -1}인 유리 곡선이며, 이러한 곡선들의 수는 (OEIS의 수열 A33541)에 수록되어 있다.
| 기호                                                    | 차수 {\displaystyle d} | (−1)-곡선의 수 | 피카르 군                                 | 모듈라이 공간의 차원 | 비고                                                                     |
| ------------------------------------------------------- | ---------------------- | -------------- | ----------------------------------------- | -------------------- | ------------------------------------------------------------------------ |
| {\displaystyle \operatorname {dP} _{8}}                 | 1                      | 240            | {\displaystyle \operatorname {I} _{1,8}}  | 8                    | (−1)-곡선들은 E8의 근계와 대응                                           |
| {\displaystyle \operatorname {dP} _{7}}                 | 2                      | 56             | {\displaystyle \operatorname {I} _{1,7}}  | 6                    | 분지선이 평면 4차 곡선인, 사영 평면의 2겹 피복 공간                      |
| {\displaystyle \operatorname {dP} _{6}}                 | 3                      | 27             | {\displaystyle \operatorname {I} _{1,6}}  | 2                    | {\displaystyle \mathbb {P} ^{3}} 속의 3차 곡면                           |
| {\displaystyle \operatorname {dP} _{5}}                 | 4                      | 16             | {\displaystyle \operatorname {I} _{1,5}}  | 2                    | {\displaystyle \mathbb {P} ^{4}} 속의 세그레 곡면 (=두 이차 곡면의 교차) |
| {\displaystyle \operatorname {dP} _{4}}                 | 5                      | 10             | {\displaystyle \operatorname {I} _{1,4}}  | 0                    |                                                                          |
| {\displaystyle \operatorname {dP} _{3}}                 | 6                      | 6              | {\displaystyle \operatorname {I} _{1,3}}  | 1                    |                                                                          |
| {\displaystyle \operatorname {dP} _{2}}                 | 7                      | 3              | {\displaystyle \operatorname {I} _{1,2}}  | 1                    |                                                                          |
| {\displaystyle \operatorname {dP} _{1}}                 | 8                      | 1              | {\displaystyle \operatorname {I} _{1,1}}  | 0                    | 히르체브루흐 곡면                                                        |
| {\displaystyle \mathbb {P} ^{1}\times \mathbb {P} ^{1}} | 8                      | 0              | {\displaystyle \operatorname {II} _{1,1}} | 0                    | 두 개의 사영 직선의 곱 (이차 곡면)                                       |
| {\displaystyle \operatorname {dP} _{0}}                 | 9                      | 0              | {\displaystyle \operatorname {I} _{1,0}}  | 0                    | 사영 평면 {\displaystyle \mathbb {P} ^{2}}                               |

### (−1)-곡선
델 페초 곡면에서 (−1)-곡선(영어: (−1)-curve)은 자기 교차수가 −1이며, 표준 인자와의 교차수 역시 −1인 (기약) 곡선이다. 이들은 다음과 같다.
{\displaystyle \pi \colon \operatorname {dP} _{n}\twoheadrightarrow \mathbb {P} ^{2}}
에서, {\displaystyle \mathbb {P} ^{2}}의 세르 뒤틀림 층 {\displaystyle O(1)}의 당김을 {\displaystyle H=\pi ^{*}O(1)}라고 하고, 부풀리기로 발생하는 예외적 인자들을 {\displaystyle E_{1},\dots ,E_{n}}이라고 하자. 이는 델 페초 곡면의 피카르 군
{\displaystyle \operatorname {Pic} (\operatorname {dP} _{n})=\operatorname {Span} _{\mathbb {Z} }\{H,E_{1},\dots ,E_{n}\}\cong \mathbb {Z} ^{n+1}}
의 기저를 이룬다. 이 경우, 교차수는 다음과 같다.
{\displaystyle E_{i}.E_{j}=-\delta _{ij}}
{\displaystyle E_{i}.H=0}
{\displaystyle H.H=1}
표준 인자는 다음과 같다.
{\displaystyle K=-3H+\sum _{i}E_{i}}
인자
{\displaystyle C=aH-\sum _{i=1}^{n}b_{i}E_{i}}
가 (−1)-곡선을 이루려면, 다음 연립 디오판토스 방정식을 만족시켜야 한다.
{\displaystyle a^{2}-\sum _{i=1}^{n}b_{i}^{2}=-3a+\sum _{i=1}^{n}b_{i}=-1}
이 디오판토스 방정식의 해는 {\displaystyle n<9}인 경우 다음과 같다.
| {\displaystyle a} | 0이 아닌 {\displaystyle b_{i}} | 개수                             | 해석                                                                                 |
| ----------------- | ------------------------------ | -------------------------------- | ------------------------------------------------------------------------------------ |
| 0                 | −1                             | {\displaystyle n}                | 예외 곡선                                                                            |
| 1                 | 1, 1                           | {\displaystyle {\binom {n}{2}}}  | 부풀려진 두 점을 지나는 사영 직선                                                    |
| 2                 | 1, 1, 1, 1, 1                  | {\displaystyle {\binom {n}{5}}}  | 부풀려진 5개의 점을 지나는 원뿔 곡선                                                 |
| 3                 | 2, 1, 1, 1, 1, 1, 1            | {\displaystyle 7{\binom {n}{7}}} | 하나의 2중점을 갖는 3차 유리 곡선. {\displaystyle n=7,8}인 경우에만 가능             |
| 4                 | 2, 2, 2, 1, 1, 1, 1, 1         | 56                               | 세 개의 2중점을 갖는 4차 유리 곡선. {\displaystyle n=8}인 경우에만 가능              |
| 5                 | 2, 2, 2, 2, 2, 2, 1, 1         | 28                               | 6개의 2중점을 갖는 5차 유리 곡선. {\displaystyle n=8}인 경우에만 가능                |
| 6                 | 3, 2, 2, 2, 2, 2, 2, 2         | 8                                | 7개의 2중점과 하나의 3중점을 갖는 6차 유리 곡선. {\displaystyle n=8}인 경우에만 가능 |

### 호지 수
델 페초 곡면 {\displaystyle \operatorname {dP} _{n}}은 사영 평면을 {\displaystyle n}번 부풀려 얻은 곡면이다. 따라서, 호지 수 가운데 {\displaystyle h^{1,1}}만이 {\displaystyle n}만큼 증가하고, 나머지 호지 수들은 사영 평면의 호지 수와 같다. 즉, {\displaystyle \operatorname {dP} _{n}}의 호지 수는 다음과 같다.
|   |   | 1   |   |   |
|   | 0 |     | 0 |   |
| 0 |   | 1+n |   | 0 |
|   | 0 |     | 0 |   |
|   |   | 1   |   |   |

{\displaystyle \mathbb {P} ^{1}\times \mathbb {P} ^{1}}의 경우 두 사영 직선의 곱이므로 호지 수를 쉽게 계산할 수 있으며, 다음과 같다.
|   |   | 1 |   |   |
|   | 0 |   | 0 |   |
| 0 |   | 2 |   | 0 |
|   | 0 |   | 0 |   |
|   |   | 1 |   |   |

## 역사
나폴리의 수학자 파스콸레 델 페초(Pasquale del Pezzo)가 1880년대에 연구하였다.

## 응용
델 페초 곡면은 이론 물리학에서 다양하게 등장한다. 델 페초 곡면은 거울 대칭의 중요한 예이다. 델 페초 곡면은 또한 자이베르그 이중성에 사용되며, M이론의 신비로운 이중성(영어: mysterious duality)에 등장한다.